# Ассоциация (объектно-ориентированное программирование)
В объектно-ориентированном программировании ассоциация означает отношение между классами объектов, которое позволяет одному экземпляру объекта вызвать другой, чтобы выполнить действие от его имени. Это структурное отношение, поскольку определяет связь между объектами одного рода и объектами другого рода и не моделирует поведение.
Причинность обычно называется обобщёнными терминами «отправка сообщения», «вызов метода» или «вызов функции-члена» у контролируемого объекта. Обычно в конкретной реализации требуется чтобы запрашивающий объект вызывал метод или функцию-член используя ссылку или указатель на область памяти контролируемого объекта.
Объекты, которые связаны через ассоциацию, считаются играющими роли по отношению к ассоциации, если текущее состояние объекта в активной обстановке позволяет другим ассоциированным объектам использовать объект установленным ролью образом. Роль можно использовать, чтобы различать два объекта одного класса при описании их использования в контексте ассоциации. Роль описывает публичные аспекты объекта по отношению к ассоциации.